# Ceroys saevissimus
Ceroys saevissimus är en insektsart som beskrevs av John Obadiah Westwood 1859. Ceroys saevissimus ingår i släktet Ceroys och familjen Heteronemiidae. Inga underarter finns listade i Catalogue of Life.